# Draft WNBA 2017
Il Draft WNBA 2017 fu il ventunesimo draft tenuto dalla WNBA e si svolse il 13 aprile 2017 al Samsung 837 a New York.
|  | Giocatrici selezionate per l'all-star game WNBA |

## Primo giro
| Scelta | Giocatrice               | Nazionalità | Squadra WNBA                                   | College/Squadra di club |
| ------ | ------------------------ | ----------- | ---------------------------------------------- | ----------------------- |
| 1      | Kelsey Plum              | Stati Uniti | San Antonio Stars                              | Wash. Huskies           |
| 2      | Alaina Coates            | Stati Uniti | Chicago Sky (da Washington)                    | S.C. Gamecocks          |
| 3      | Evelyn Akhator           | Nigeria     | Dallas Wings                                   | Kentucky Wildcats       |
| 4      | Allisha Gray             | Stati Uniti | Dallas Wings (da Connecticut via Los Angeles)  | S.C. Gamecocks          |
| 5      | Nia Coffey               | Stati Uniti | San Antonio Stars (da Phoenix)                 | Northwest. Wildcats     |
| 6      | Shatori Walker-Kimbrough | Stati Uniti | Washington Mystics (da Seattle)                | Maryland Terrapins      |
| 7      | Brittney Sykes           | Stati Uniti | Atlanta Dream                                  | Syracuse Orange         |
| 8      | Brionna Jones            | Stati Uniti | Connecticut Sun (da Indiana)                   | Maryland Terrapins      |
| 9      | Tori Jankoska            | Stati Uniti | Chicago Sky                                    | MSU Spartans            |
| 10     | Kaela Davis              | Stati Uniti | Dallas Wings (da New York)                     | S.C. Gamecocks          |
| 11     | Sydney Wiese             | Stati Uniti | Los Angeles Sparks (da Los Angeles via Dallas) | Oregon St. Beavers      |
| 12     | Alexis Jones             | Stati Uniti | Minnesota Lynx                                 | Baylor Bears            |

## Secondo giro
| Scelta | Giocatrice         | Nazionalità | Squadra WNBA                                 | College/Squadra di club |
| ------ | ------------------ | ----------- | -------------------------------------------- | ----------------------- |
| 13     | Shayla Cooper      | Stati Uniti | Connecticut Sun (da San Antonio via Phoenix) | Ohio St. Buckeyes       |
| 14     | Lindsay Allen      | Stati Uniti | New York Liberty (da Dallas)                 | N. Dame F. Irish        |
| 15     | Alexis Peterson    | Stati Uniti | Seattle Storm (da Washington)                | Syracuse Orange         |
| 16     | Leticia Romero     | Spagna      | Connecticut Sun                              | Fl. State Seminoles     |
| 17     | Erica McCall       | Stati Uniti | Indiana Fever (da Phoenix)                   | Stanford Cardinal       |
| 18     | Jennie Simms       | Stati Uniti | Washington Mystics (da Seattle)              | ODU L. Monarchs         |
| 19     | Jordan Reynolds    | Stati Uniti | Atlanta Dream                                | Tenn. L. Volunteers     |
| 20     | Feyonda Fitzgerald | Stati Uniti | Indiana Fever                                | Temple Owls             |
| 21     | Chantel Osahor     | Stati Uniti | Chicago Sky                                  | Wash. Huskies           |
| 22     | Ronni Williams     | Stati Uniti | Indiana Fever (da New York via Atlanta)      | Florida Gators          |
| 23     | Breanna Lewis      | Stati Uniti | Dallas Wings (da Los Angeles)                | Kansas St. Wildcats     |
| 24     | Lisa Berkani       | Francia     | Minnesota Lynx                               | USO Mondeville          |

## Terzo giro
| Scelta | Giocatrice         | Nazionalità | Squadra WNBA       | College/Squadra di club |
| ------ | ------------------ | ----------- | ------------------ | ----------------------- |
| 25     | Schaquilla Nunn    | Stati Uniti | San Antonio Stars  | Tenn. L. Volunteers     |
| 26     | Saniya Chong       | Stati Uniti | Dallas Wings       | UConn Huskies           |
| 27     | Mehryn Kraker      | Stati Uniti | Washington Mystics | Green Bay Phoenix       |
| 28     | Jessica January    | Stati Uniti | Connecticut Sun    | DePaul B. Demons        |
| 29     | Alexis Prince      | Stati Uniti | Phoenix Mercury    | Baylor Bears            |
| 30     | Lanay Montgomery   | Stati Uniti | Seattle Storm      | WV Mountaineers         |
| 31     | Oderah Chidom      | Stati Uniti | Atlanta Dream      | Duke Blue Devils        |
| 32     | Adrienne Motley    | Stati Uniti | Indiana Fever      | Miami Hurricanes        |
| 33     | Makayla Epps       | Stati Uniti | Chicago Sky        | Kentucky Wildcats       |
| 34     | Kai James          | Stati Uniti | New York Liberty   | Fl. State Seminoles     |
| 35     | Saicha Grant-Allen | Canada      | Los Angeles Sparks | Dayton Flyers           |
| 36     | Tahlia Tupaea      | Australia   | Minnesota Lynx     | Sydney Flames           |